# Christof Kapup
Christof Kapup war ein im 16. Jahrhundert wirkender deutscher Bildhauer.

## Leben

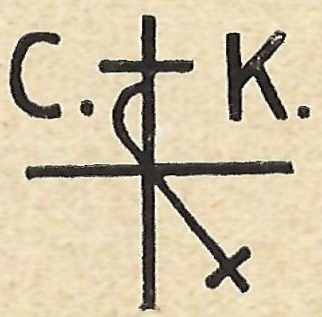
Christof Kapups Steinmetzzeichen

Kapup, zum Teil fälschlich auch als Christian Kaputz bezeichnet, stammte aus Nordhausen und wird daher auch Christof Kapup von Nordhausen genannt.
Es gibt Angaben, nach denen er sich einige Zeit in Italien aufgehalten haben soll. Andere Annahmen vermuten eine Schulung in Süddeutschland.

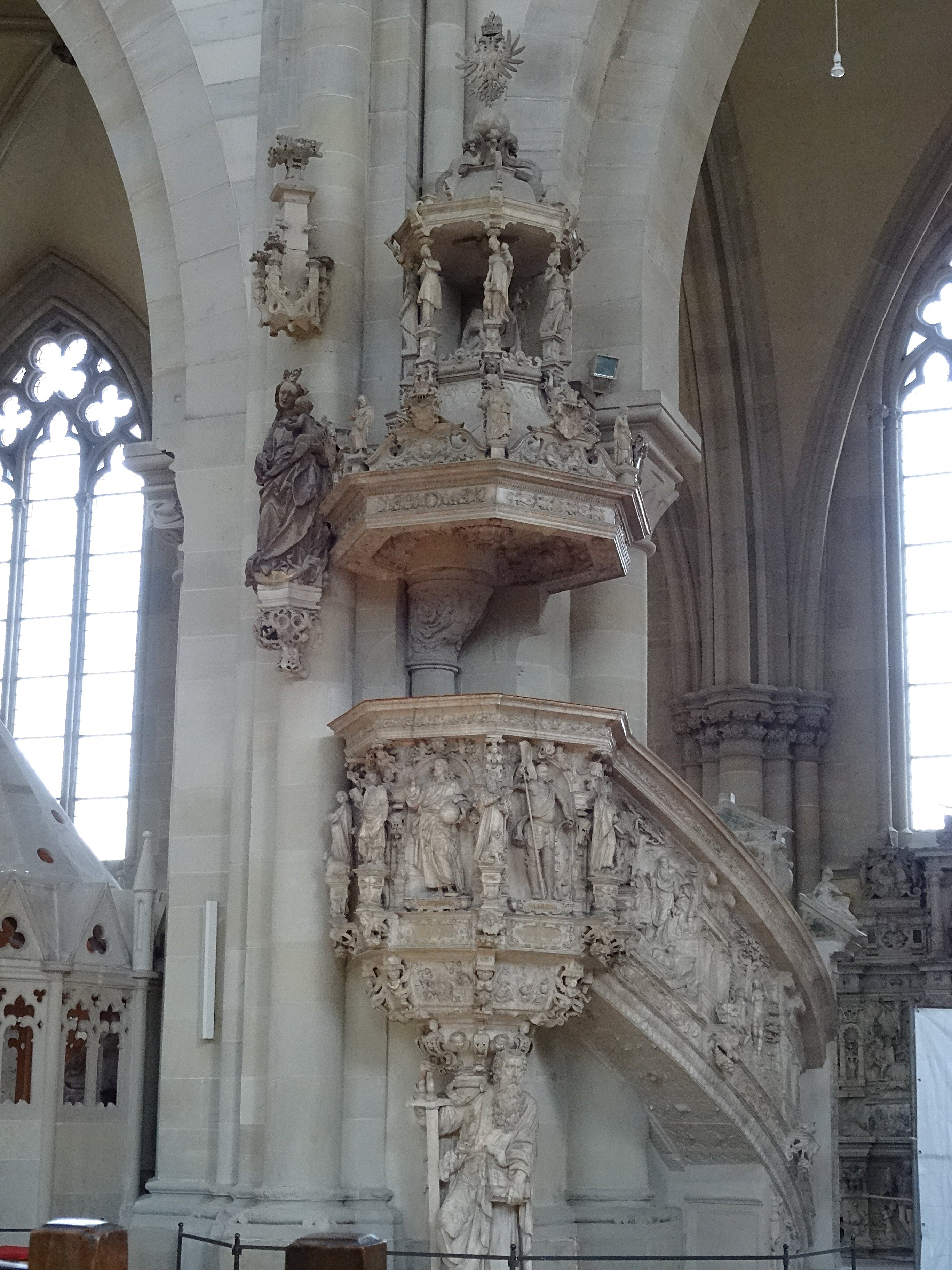
Kanzel im Magdeburger Dom

Möglicherweise ab 1591 schuf er für den Oberst Ernst von Mandelsloh (1522–1602) ein Epitaph, das im südlichen Seitenschiff des Magdeburger Doms aufgestellt wurde. Vermutlich war es 1593, spätestens jedoch im September 1595 fertiggestellt. Mandelsloh verfasste zumindest am 25. September 1595 ein Empfehlungsschreiben für Kapup, in dem er ihn als Meister für die beabsichtigte Schaffung der Domkanzel empfahl. Der Vertrag zwischen Kapup und dem Domkapitel über die Lieferung der Kanzel wurde tatsächlich am 31. Oktober 1595 geschlossen. Die im Dom erhaltene Kanzel gilt als sein Hauptwerk.
Zum Zeitpunkt der Auftragserteilung 1595 war Kapup noch in Nordhausen ansässig. Das Domkapitel sollte ihm bei der Übersiedlung nach Magdeburg behilflich sein. Als Entlohnung für die Erstellung der Kanzel waren in drei Raten 400, 600 und 200 Taler, insgesamt somit 1200 Taler vereinbart. Um die zur Aufnahme der Arbeiten erforderlichen Steine zu beschaffen, lieh ihm, als Capop bezeichnet, der Rat der Stadt Nordhausen 200 Taler.
Bis 1597 war die Kanzel, an der auch Sebastian Ertle mitarbeitete, fertiggestellt.
Das weitere Schicksal Kapups ist unklar. Weitere Werke sind nicht bekannt, wobei für eine Abendmahlsdarstellung in der Sakristei der Egelner Klosterkirche eine Urheberschaft Kapups für möglich gehalten wird. Ähnliche Vermutungen gibt es für das in Magdeburg befindliche Portal der Heideckerei. 
Möglicherweise ging er zurück nach Nordhausen. Es gibt die Hypothese, dass er Gegenstand mehrerer Eintragungen in Kirchenbüchern der Stadt Nordhausen ist. So wird 1597 und 1598 ein Christoph bildhawer im Kirchenbuch der Nordhäuser Sankt-Blasii-Kirche genannt. Im Kirchenbuch der dortigen Sankt-Nikolai-Kirche der Jahre 1610 bis 1612 ist ebenfalls ein bildhawer erwähnt. Eine Mutmaßung geht dahin, dass er am, allerdings erste deutlich später eingeweihten, Altar dieser Kirche arbeitete.

## Werke
- Epitaph Mandelsloh, um 1593
- Kanzel des Magdeburger Doms, 1595 bis 1597